# العلاقات البنمية العمانية
العلاقات البنمية العمانية هي العلاقات الثنائية التي تجمع بين بنما وسلطنة عمان.

## مقارنة بين البلدين
هذه مقارنة عامة ومرجعية للدولتين:
| وجه المقارنة                                              | بنما                      | سلطنة عمان    |
| --------------------------------------------------------- | ------------------------- | ------------- |
| المساحة (كم2)                                             | 74.18 ألف                 | 309.50 ألف    |
| عدد السكان (نسمة)                                         | 4.10 مليون                | 4.64 مليون    |
| الكثافة السكانية (ن./كم²)                                 | 55.27                     | 14.99         |
| العاصمة                                                   | بنما                      | مسقط          |
| اللغة الرسمية                                             | اللغة الإسبانية           | اللغة العربية |
| العملة                                                    | بالبوا بنمي، دولار أمريكي | ريال عماني    |
| الناتج المحلي الإجمالي (بليون دولار)                      | 61.84 مليار               | 72.64 مليار   |
| الناتج المحلي الإجمالي (تعادل القوة الشرائية) بليون دولار | 87.37 مليار               | 179.49 مليار  |
| الناتج المحلي الإجمالي الاسمي للفرد دولار أمريكي          | 13.27 ألف                 | 15.55 ألف     |
| الناتج المحلي الإجمالي للفرد دولار أمريكي                 | 20.89 ألف                 | 38.63 ألف     |
| مؤشر التنمية البشرية                                      | 0.780                     | 0.793         |
| رمز المكالمات الدولي                                      | +507                      | +968          |
| رمز الإنترنت                                              | .pa                       | عمان          |
| المنطقة الزمنية                                           | 00                        | ت ع م+04:00   |

## منظمات دولية مشتركة
يشترك البلدان في عضوية مجموعة من المنظمات الدولية، منها:
| علم المنظمة | اسم المنظمة                               | تاريخ انضمام بنما | تاريخ انضمام سلطنة عمان |
| ----------- | ----------------------------------------- | ----------------- | ----------------------- |
|             | يونسكو                                    | 10 يناير 1950     | 10 فبراير 1972          |
|             | الفريق المعني برصد الأرض                  | ?                 | ?                       |
|             | مؤسسة التمويل الدولية                     | 20 يوليو 1956     | 1973                    |
|             | المركز الدولي لتسوية المنازعات الاستشارية | 8 مايو 1996       | 1995                    |
|             | منظمة حظر الأسلحة الكيميائية              | ?                 | ?                       |
|             | مؤسسة التنمية الدولية                     | 1 سبتمبر 1961     | 1973                    |
|             | منظمة التجارة العالمية                    | ?                 | 2000                    |
|             | وكالة ضمان الاستثمار متعدد الأطراف        | 21 فبراير 1997    | 1989                    |
|             | الاتحاد البريدي العالمي                   | ?                 | ?                       |
|             | منظمة الشرطة الجنائية الدولية             | ?                 | ?                       |
|             | الأمم المتحدة                             | 13 نوفمبر 1945    | 7 أكتوبر 1971           |
|             | الاتحاد الدولي للاتصالات                  | 14 يوليو 1914     | 28 أبريل 1972           |
|             | البنك الدولي للإنشاء والتعمير             | 14 مارس 1946      | 1971                    |

## وصلات خارجية
- موقع وزارة الخارجية البنمية
- موقع وزارة الخارجية العمانية